# Ausa (torrente)
Il torrente Ausa (Ëuṡa in romagnolo) nasce alle pendici del monte Titano, dov'è conosciuto come Fosso della Flocca nei pressi di Cà Melone nel castello di Borgo Maggiore, e si sviluppa per una lunghezza di 17,2 km.

## Percorso

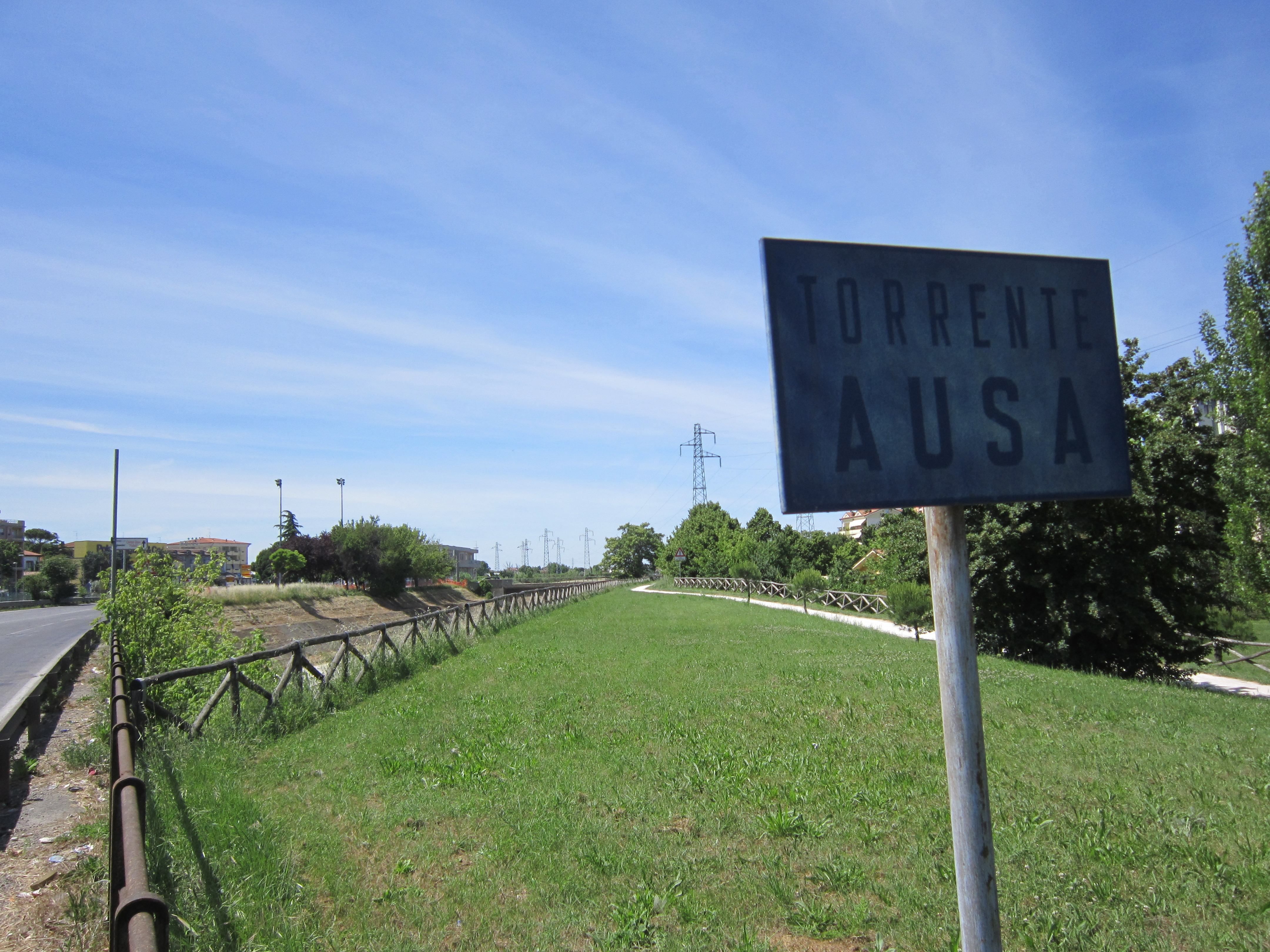
Il torrente Ausa a Rimini nei pressi della Circonvallazione Nuova (SS 16 Adriatica)

Il corso dell'Ausa coinvolge nella Provincia di Rimini i comuni di Coriano e Rimini, mentre nella Repubblica di San Marino coinvolge i castelli di Serravalle, Domagnano e Borgo Maggiore.
In origine l'Ausa tagliava in due la città di Rimini, passando a fianco delle mura del centro storico. Tra il 1967 e il 1972, per motivi di comodità, il suo tratto terminale fu deviato tramite un canale in cemento, facendolo confluire nel fiume Marecchia. Dalle fotografie aeree si può facilmente intuire l'originario percorso del torrente, grazie alla vegetazione cresciuta sulle sue sponde ancora presente. Il punto d'interruzione e deviazione dell'Ausa si trova a circa 500 m a sud del casello autostradale dell'Autostrada Adriatica Rimini sud, mentre il suo ingresso nel Marecchia avviene circa 2 km prima della foce di quest'ultimo, in corrispondenza del parco XXV aprile, proprio nel punto in cui anche il Marecchia è stato deviato dalla sua posizione originaria. Oggi l'ex letto del torrente è diventato un percorso ciclo-pedonale, i ponti fungono da sottopassi e la scia di vegetazione che attraversa la città è un lungo parco che assume nomi diversi nei vari tratti. Laddove l'Ausa sfociava nel mar Adriatico, l'estuario è ancora presente, ma è stato tombinato e trasformato in uno scarico a mare di acque meteoriche dell'impianto fognario.

## Regime
L'Ausa è un corso d'acqua a spiccate caratteristiche torrentizie e può essere senz'altro considerato quello con le caratteristiche qualitative peggiori tra tutti i corsi d'acqua che interessano il territorio della Provincia di Rimini, fungendo, per il tratto che attraversa San Marino, come una vera e propria fognatura a cielo aperto. Il massimo inquinamento lo si riscontra nelle zone più a monte (SS 72), in quanto l'acqua fluita è principalmente rappresentata dalla sommatoria degli scarichi riversati nel corpo idrico. Più a valle, la situazione, pur restando critica, migliora per gli apporti di scarichi meno inquinanti.
Si ritiene che il torrente Ausa debba essere tenuto sotto particolare osservazione durante le normali uscite di vigilanza, soprattutto nei punti di più facile accesso come il ponte sulla via Marecchiese e il ponticello in prossimità della confluenza nel Marecchia, all'interno del parco XXV aprile; questo tratto, canalizzato e cementificato, ha infatti perso qualsiasi capacità di autodepurazione ed è un potenziale veicolo d'inquinamento.